# 양자 우월성
양자 우월성(量子優越性, Quantum supremacy)은 양자 컴퓨터가 기존의 슈퍼 컴퓨터 성능을 능가하는 것을 말한다.

## 역사
2019년 9월 20일, 미국의 경제지 파이낸셜타임스가 구글이 양자우월성에 도달했다고 보도했다. 기사는 지금은 삭제된 NASA 웹사이트의 문서를 인용해 구글이 코드명 시커모어(플라타너스라는 뜻)인 양자컴퓨터 칩을 만들었다. 2018년 구글은 NASA와 함께 양자우월성 확인을 위한 연구를 하기로 계약했었다. 구글은 미국의 기업 IBM과 함께 양자컴퓨터 개발을 위해 세계에서 가장 공격적인 연구개발을 수행 중인 기업이다. 두 기업은 지난해 각각 53(IBM)~72(구글)개의 양자 정보단위(양자비트 또는 큐비트)로 구성된 양자컴퓨터를 개발했다고 발표했다. 시커모어는 53개 큐비트로 구성된 양자컴퓨터로 알려졌다.
2019년 현재 세계 1위 슈퍼 컴퓨터는 미국 IBM의 서미트 (슈퍼컴퓨터)이다. 매년 TOP500에 전세계 500위 슈퍼컴퓨터가 발표된다. 서미트는 148페타플롭스(PF)의 연산속도, 아이폰 XS의 3만배를 자랑한다. 1PF는 1초에 1000조 개의 계산을 할 수 있는 속도다. 서미트가 1만년 걸려 푸는 수학문제를 구글이 개발한 시커모어 양자 컴퓨터는 3분 20초 만에 풀었다. 세계 최초로 양자 컴퓨터가 슈퍼 컴퓨터 성능을 뛰어넘은 사건이다.
구글의 시커모어 연구원은 시커모어 양자컴퓨터가 다른 프로그래밍이 가능한 컴퓨터라고 주장했지만, 경쟁사인 IBM은 제한적인 컴퓨터이지 범용 컴퓨터가 아니라고 폄하했다. 시커모어는 난수발생기를 통해 난수를 만든 뒤 이것이 정말 난수인지 증명하는 단순하고 제한적인 작업을 하는 컴퓨터다.
미국은 IBM과 구글이 경쟁하면서 양자컴퓨터를 개발중인데, IBM의 폄하가 맞는지는 확인할 수 없지만, 보통 미국 정부가 공개했던 보고서를 갑자기 삭제하는 경우는, 논문이나 기술 등이 일체 외부에 알려지면 안되는 매우 극비의 최첨단 기술과 관련되었을 경우에, 간혹 이런식으로 덮어버린다.
2019년 10월 23일, 구글이 네이처지를 통해 양자우월성에 도달했다고 밝혔다. 반면 양자컴퓨터 개발의 경쟁상대인 IBM은 슈퍼컴퓨터로 1만년 걸리는 수학문제가 아니라, 실제로 풀어보니 2일 반 정도 걸렸다면서, 구글의 발표를 폄하했다. 또한 IBM은 양자우월성이라는 개념 자체에 대해서도 회의를 표했는데, 전통적인 컴퓨터와 양자컴퓨터는 서로 잘 수행할 수 있는 작업이 다르기 때문이다.